# Jochen Gaida
Jochen Gaida (geboren im 20. Jahrhundert) ist ein deutscher Drehbuchautor.

## Leben und Karriere
Jochen Gaida ist seit den späten 2000er-Jahren im deutschen Fernsehen aktiv, zunächst als Dialogautor, später auch als Dramaturg und Storyeditor. Er war an verschiedenen erfolgreichen Serienproduktionen beteiligt, darunter Verbotene Liebe und Gute Zeiten, schlechte Zeiten.

## Werk
Jochen Gaida war in verschiedenen Funktionen an folgenden Fernsehproduktionen beteiligt:
- Wege zum Glück (2008–2009) – Dialogautor
- Verbotene Liebe (2011–2015) – Autor, Dialogautor
- Gute Zeiten, schlechte Zeiten (2016–2017) – Autor
- In aller Freundschaft (2020) – Dramaturg